# Neoclytus niger
Neoclytus niger är en skalbaggsart som beskrevs av Aurivillius 1920. Neoclytus niger ingår i släktet Neoclytus och familjen långhorningar. Inga underarter finns listade i Catalogue of Life.